# Automatisk Trafikkontrol
Automatisk Trafikkontrol, nogle gange forkortet ATK eller omtalt som fotovogn og i medierne stadig fejlagtigt benævnt fartfælder, er politiets mobile hastighedsmålere, der bruges til at registrere, dokumentere og fotografere køretøjer, nummerplader og førere når køretøjets hastighedsgrænse overskrides. 

## Opbygning
Fotovognen er en varevogn, der er indrettet med en laserfartmåler, kameraer og en computer. Selve udstyret er ubetjent/automatisk, men overvåges efter opstart af hastighedsmåling, som oftest af en civilt ansat operatør, men kan dog bemandes af en polititjenestemand.
De præcise tekniske specifikationer er klassificerede og holdes internt hos politiet.
De opsamlede data anvendes dels til bødeudskrivning overvågning  og dels til statistisk brug.

## Fotostandere til hastighedsmåling
Den 15. januar 2009 er der begyndt forsøg med hastighedsmåling med ubemandede automatiske trafikkontrol-standere, ATK.
Der er opstillet ubemandede ATK-standere i alt ti steder:
- Rute 14, Roskilde-Ringsted på Hovedvejen ved 35 km mærket, 4000 Roskilde kørende mod Ringsted
- Rute 14, Ringsted-Roskilde på Hovedvejen ved 38,77 km mærket, 4000 Roskilde kørende mod Roskilde
- Rute 6, Roskilde-Køge på Køgevej ved 5,28 km mærket, 4000 Roskilde kørende mod Køge
- Rute 23, Kalundborg-Viskinge på Kalundborgvej ved 34,4 km mærket, 4470 Svebølle kørende mod Viskinge
- Rute 23 Viskinge-Kalundborg ved 36,08 km mærket på Kalundborgvej, 4400 Kalundborg kørende mod Kalundborg
- Rute 22, Slagelse-Kalundborg på Slagelsevej i Kalundborg ud for nr. 249, 4400 Kalundborg kørende mod Kalundborg
- Rute 207, Farum-Slangerup på Slangerupvej ved 25,32 km mærket, 3540 Lynge kørende mod Nymølle/Lynge
- Gentoftegade ud for nr. 77, 2820 Gentofte kørende mod nord
- Brogårdsvej ud for nr. 32, 2820 Gentofte kørende mod vest
- Gersonsvej ud for nr. 16, 2900 Hellerup kørende mod nord

## Eksterne links
- trafikken.dk: Her finder du ATK Arkiveret 15. november 2008 hos  Wayback Machine
- 10-20.dk: Fotovogne i Danmark Arkiveret 20. oktober 2007 hos  Wayback Machine

| Politi | Spire Denne politirelaterede artikel er en spire som bør udbygges. Du er velkommen til at hjælpe Wikipedia ved at udvide den. |